# هری چارلز
هری چارلز (انگلیسی: Harry Charles؛ زادهٔ ۱۵ ژوئیهٔ ۱۹۹۹) سوارکار اهل بریتانیا است.
وی در مسابقات کشوری و بین‌المللی در مجموع برندهٔ ۱ مدال طلا، ۱ مدال برنز شده است.